# Урбаноним
Урбано́ним (урбо́ним) (от лат. urbanus — «городской») — вид топонима. Собственное имя любого внутригородского топографического объекта, в том числе: агоро́ним — название городских площадей и рынков, годо́ним — название улиц, хоро́ним — название отдельного здания. Иногда этот термин применяется вместо ойконима или астионима. Подраздел топонимики, изучающий урбано́нимы, называется урбанони́мика.
Совокупность урбанонимов называется урбанони́мия. Ансамбли названий (комплекс географических названий, объединенных локально и связанных общей коннотацией), как правило, в урбанонимии создаются специально; они характеризуют микрорайон города и часто являются мемориалами. Например: мемориал 1812 г. в Москве: Кутузовский проспект, ул. Генерала Ермолова, ул. Дениса Давыдова, ул. Раевского, ул. Сеславинская, Поклонный переулок, Бородинский мост, станции метро «Кутузовская», «Багратионовская». В Туле: улицы Дульная, Курковая, Ствольная, Пороховая, Штыковая.

## Примеры урбанонимов
- Красная площадь
- ул. Большая Ордынка
- пер. Трактористов
- жилой комплекс «Онежский»
- Малый театр
- Белый дом

Наиболее известные (как минимум в пределах рассматриваемого города) урбанонимы широко используются населением для ориентиров по городу, а также нередки при именовании маршрутов городского транспорта, например: «Трамвайный маршрут „Центральный парк культуры и отдыха — Железнодорожный вокзал“».
Коммерческие компании, сервисные предприятия и различные офисы часто дополняют ими адреса их местонахождения, если фактическое название улицы в адресе компании не так широко известно (ср. «Офис расположен в районе Красной горки по адресу…»).